# パワーリーグ
『パワーリーグ』（POWER LEAGUE）は、1988年にハドソンから発売されたPCエンジン用野球ゲームおよびそのシリーズ。長らく、PCエンジンを代表する野球ゲームとしてあり続けた。以来1998年までに、家庭用ゲーム機において全13作が発売された。
2000年から2001年にはハドソンのトレーディングカードゲーム部門子会社未来蜂歌留多商会より「POWER LEAGUE〜夢のスタジアム〜」をリリースした。2004年7月19日にiアプリ版を配信開始。2006年にはインターネットポータルサイトi-revoにおいて初期の三作品がインターネットで配信開始。2007年7月31日からパワーリーグ4がWiiのバーチャルコンソールで配信され、2009年9月16日にはゲームアーカイブスにも配信された。2010年12月20日発売の『PC Engine GameBox』（iOS）にも収録されている。
北米においても、1988年に『World Class Baseball』、1995年に『Sporting News Baseball』が発売された（後述参照）。
続編がPCエンジン版では5作品、スーパーファミコン版では3作品出ている。そのタイトルに振られるナンバー表記（年号が振られたPCエンジン版最終作を除く）については、PCエンジン版の2作目・3作目のみローマ数字であり、それ以外は全てアラビア数字である（ただし、タイトル画面については、PCエンジン版は一貫してローマ数字だった）。

## 概要
1987年に、ジャレコから発売された『燃えろ!!プロ野球』とともに、俗にリアル系野球ゲームといわれる野球ゲームの先駆け。打席に入っているバッターが皆神主打法のような構えをしているのが特徴。第1作目は守備・走塁画面が真上から見下ろしたような視点であった（この視点を採用した野球ゲームには、いずれもセガの「メジャーリーグ」や「スーパーリーグ」がある）が、II以降は他の野球ゲームの多くと同じ俯瞰視点になった。
また、リアルな野球をさらに楽しめるように、エディット機能が搭載されていた。初期は、打順変更と先発野手、一軍登録の変更のみだったが、IIからはオールスターチーム編成・IIIからは選手データ変更もできるようになり、スーパーパワーリーグ3からはオリジナルチーム作成ができるまでに進化した。そして、スーパーパワーリーグ3と4ではそのオリジナルチームをペナントレースに参加できるようになるなど、意欲的に機能を拡充して行った。この他、II以降は本塁打競争が、III以降は最大4人までの協力プレイモードが追加されている（スーパーパワーリーグでもマルチタップを用いた同様のモードが搭載された）。
シリーズを通して、隠し要素があるのも特徴。隠しチームとしてアメリカ大リーグの選手をモチーフにした「ヒュービーズ」（名称はハドソンの野球チーム「Hu Bees」から）やたけし軍団をモデルにした「GUNDAN」（大技林では「軍団チーム」と表記、パワーリーグ2のみ登場）、
戦国武将がモチーフの「戦国武将隊」（スーパーパワーリーグ2〜4）、RPGの怪物で構成された「モンスターズ」（パワーリーグ64）
などが、隠し球場としてセンターが128mと非常に広いトイスタジアム（のちヒュースタジアムに改称）や、アイランドスタジアム（周りを海に囲まれた、ホームベース型の島そのものが球場）等がある。

## 放送局とのタイアップ
現在では当たり前のようになっている、テレビやラジオのアナウンサーとのタイアップを行ったスポーツゲームの先駆けがこのシリーズである。
1993年にスーパーファミコンで発売された「スーパーパワーリーグ」に、試合終了後の結果報告に、フジテレビのプロ野球ニュースとのタイアップで当時所属アナウンサーだった中井美穂を実写取り込み映像と合成音声で登場させた。
翌1994年発売の「スーパーパワーリーグ2」は、TBSアナウンサーの松下賢次を実況にすえ、試合終了後の結果報告には、「TBSプロ野球情報」というタイトル（番組は架空）で、当時TBSアナウンサーだった福島弓子を起用（いずれも音声のみ）。

### タイアップの変遷

#### スーパーパワーリーグ
- フジテレビ
  - スポーツワイドプロ野球ニュース
    - 中井美穂

#### スーパーパワーリーグ2
- TBS
  - 実況担当
    - 松下賢次

  - TBSプロ野球情報（番組は架空）
    - 福島弓子

#### スーパーパワーリーグ3
- フジテレビ
  - 実況担当
    - 福井謙二

  - フジテレビプロ野球情報（番組名は架空）
    - 八木亜希子

#### スーパーパワーリーグ4
- フジテレビ
  - 実況担当
    - 福井謙二

  - プロ野球ニュース
    - 小島奈津子

#### スーパーパワーリーグFX
- フジテレビ
  - 実況担当
    - 福井謙二

  - プロ野球ニュース
    - 福井謙二
    - 八木亜希子

## 作品リスト

### PCエンジン
- パワーリーグ - 1988年6月24日　ハドソン全国キャラバンの対象ソフトとして製作され、最初で最後のスポーツゲームでもあった。

※TVCMに「みのもんた」が声の出演。パ・リーグモデルのチームにはDHが設けられているが、セ・リーグモデルのチームには無く違うリーグ同士の対戦だとセ側のチームがやや不利になる、一作目のみX68000版が発売され審判の声を高橋名人が担当しチームデータも一部変更されている。
- パワーリーグII - 1989年8月8日　守備画面が斜めアングルとなる。このシリーズからバッター背番号がつく様になり、チームオーダーの設定から二軍枠が廃止された。またネスレ・ミロとたけし軍団とのタイアップであった。

(当時ハドソンとネスレ日本はテレビ朝日放送のバラエティ番組『ビートたけしのスポーツ大将』のスポンサーで同ソフトが景品になっていた)
- パワーリーグIII - 1990年8月10日　このシリーズからエディット機能が付く、同時にセ・リーグモデルのチームもDHのチームオーダーが設定可能になった。
- パワーリーグ4 - 1991年8月9日
- パワーリーグ5 - 1992年8月7日

※初の実名版。本作より、日本野球機構の公認により、実名の球団・選手が登場した。
- パワーリーグ'93 - 1993年10月15日

### スーパーファミコン
- スーパーパワーリーグ - 1993年8月6日

※パッケージの画像にPORYGON PICTUERS制作のCGを使用。
- スーパーパワーリーグ2 - 1994年8月3日

※パッケージの画像にPORYGON PICTUERS制作のCGを使用。
※TVCMにウッチャンナンチャンが出演（3のTVCMにも出演）。
- スーパーパワーリーグ3 - 1995年8月10日
- スーパーパワーリーグ4 - 1996年8月9日

### PC-FX
- スーパーパワーリーグFX - 1996年4月26日※ハドソン最後のPC-FX用ソフト。

### NINTENDO64
- パワーリーグ64 - 1997年8月8日※ハドソンのNINTENDO 64参入第1弾ソフト。※シリーズ初の3Dフルポリゴン映像導入。

※前年にファミリーコンピュータMagazineとハドソンの共催で行われた「スーパーパワーリーグ4大会」の成績（ペナントモード）上位入賞者による架空チーム「ドルフィンズ」（スーパーパワーリーグ3〜4ではエディット選手を入れるためのチームであった）が登場。

### プレイステーション
- パワーリーグ - 1998年11月12日

### トレーディングカードゲーム
いずれも、子会社の未来蜂歌留多商会から発売。
- POWER LEAGUE〜夢のスタジアム〜 - 2000年8月26日
- POWER LEAGUE UL2000 - 2000年12月23日
- POWER LEAGUE 夢のスタジアム2001 シリーズ1 - 2001年7月21日
- POWER LEAGUE 夢のスタジアム2001 シリーズ2 - 2001年10月13日

### iアプリ
- パワーリーグ - 2004年7月19日、ハドソンが運営するiアプリサイト「着信☆あぷり♪」（現「着あぷ☆ボンバーマン」）内「PCエンジンコーナー」にて配信開始。

### i-revoゲーム
いずれも、i-revoが開設された2006年に配信開始。
- パワーリーグ
- パワーリーグII
- パワーリーグIII

### バーチャルコンソール
- パワーリーグ4 - 2007年7月31日

### ゲームアーカイブス
- パワーリーグ4 - 2009年9月16日

### 北米版

#### TurboGrafx-16
- World Class Baseball - 1988年7月24日

#### Super NES
- Sporting News Baseball - 1995年10月

※パッケージにはスーパーパワーリーグ2のCGが流用されている。

#### Virtual Console
- World Class Baseball - 2007年9月17日

※同名作品の配信。